# ياسر الروقي
ياسر الروقي إعلامي ومذيع سعودي قدم عدد من البرامج في التلفزيون والإذاعة السعودية ، وإذاعة الكويت بالسابق، وكان أحد الإعلاميين السعوديين الذين واكبوا تطوير الإعلام المحلي منذ بداياته وساهموا في إشعاعه محليًا وإقليميًا، وهو شقيق الشاعر والاديب مطلق الذيابي.

## الحياة المهنية
بدأ ياسر الروقي حياته المهنية في ستينيات القرن الماضي، عندما بدأ العمل كمذيع يقرأ الأخبار في القناة السعودية بجانب عمالقة الإذاعيين العرب الذين جاءوا للعمل في السعودية آنذاك.
انتقل بعدها للعمل في إذاعة الكويت في مطلع السبعينيات، ليكون بذلك أول أبناء البادية المثقفين الذين دخلوا المجال الإعلامي باقتدار كبير داخل السعودية وخارجها.
يقول عنه الشاعر والأديب والناقد، سليمان الفليح : “كان ياسر بالنسبة لجيلي من أبناء البادية آنذاك، نموذجًا فذًا للإعلامي المثقف ذي الصوت الآسر، وخصوصًا حينما يقرأ الشعر، ولذلك قلّده الكثير من المذيعين العرب، بل انعكست بصمة ياسر الصوتية على أغلب مذيعي الإذاعة الكويتية، فأصبح أستاذًا لذلك الجيل”.
عاد ياسر الروقي بعد تجربته في الكويت إلى الإذاعة السعودية في ثمانينيات القرن الماضي عبر برنامج اسمه “أريج الخزامى”، ثم أعقب هذا البرنامج ببرنامج آخر اسمه “الليل والكلمة” مع المذيعة مريم الغامدي.
مثلت مرحلة التسعينيات الميلادية الماضية استراحة طويلة لياسر الروقي، حيث مالبث أن أنهاها مع بدايات القرن الجديد بدخول الفضائيات التلفزيونية التي تهتم بالشعر حيث يعتبر من أشهر قارئيه، لينهي عبرها حياته المهنية ويعتزل العمل.
لاحقا تدهورت صحته، حيث دخل في العناية المركزة قبل أن يفارق الحياة بعد مسيرة طويلة كان شاهدًا فيها على ولادة الإعلام الخليجي بشكل عام والسعودي بشكل خاص.
يقول ياسر الروقي عن نفسه: عملت في الحفل الإذاعي من عام 1956 - 1957 وكنت أعمل في أدوار بسيطة كانت تؤلف وتخرج في إذاعة جدة واستمررت أعمل في هذه الأدوار حتى عملت الأيام على صقل صوتي وأنا لا أشعر وهيأتني لأن أكون مذيعا أسوة بزملائي وكانت أدوار بسيطة كان أهمها قيامي بأداء تمثيلية بعنوان - رحلة صيد - وقد أخرجها الأستاذ عباس غزاوي الذي أصبح سفيرا لاحقا في تشاد وكانت وقتها الإذاعة في مكة.

## برامجة
- عمل مذيع في نشرات الأخبار في القناة السعودية مع بداية تأسيسها .
- عمل مذيع في إذاعة الكويت في مطلع السبعينيات .
- برنامج أريج الخزامى في الإذاعة السعودية وكذالك برنامج الليل والكلمة مع المذيعة مريم الغامدي .
- برنامج لعبونيات على قناة البوادي .
- برنامج فلة حجاج على قناة البوادي .

## وفاته
توفي الإعلامي ياسر الروقي في مدينة جدة في يوم الخميس 15 رمضان 1439هـ الموافق 31 مايو 2018 جرّاء وعكة صحية ألَمّت به .

## وصلات خارجية
- ما هي أبرز محطات الإعلامي الراحل ياسر الروقي؟
- وفاة الإعلامي ياسر الروقي